# توک مبارک
توک مبارک، روستایی در دهستان شند اشکندان بخش کله گان شهرستان گلشن در استان سیستان و بلوچستان ایران است.

## جمعیت
بر پایه سرشماری عمومی نفوس و مسکن در سال ۱۳۹۵، جمعیت این روستا برابر با ۲۰۰ نفر (۵۹ خانوار) بوده‌است.